# Elisabet av Wied

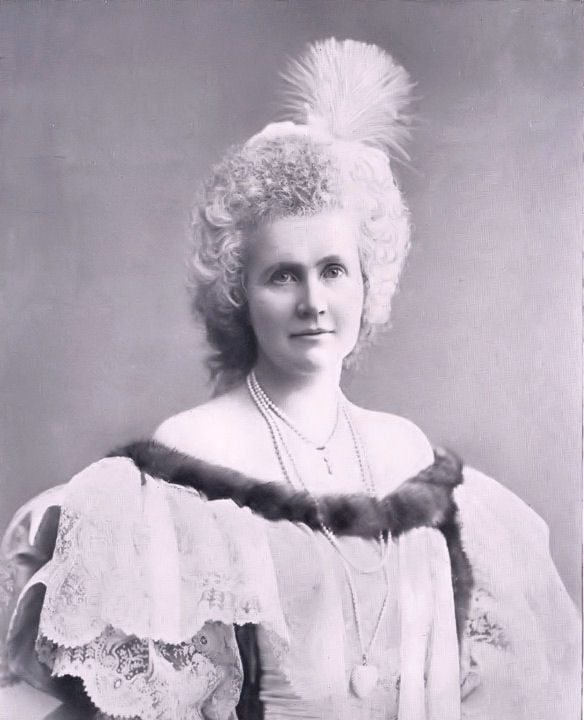
Elisabeth av Wied

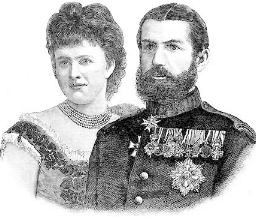
Elisabeth av Wied och Carol I av Rumänien

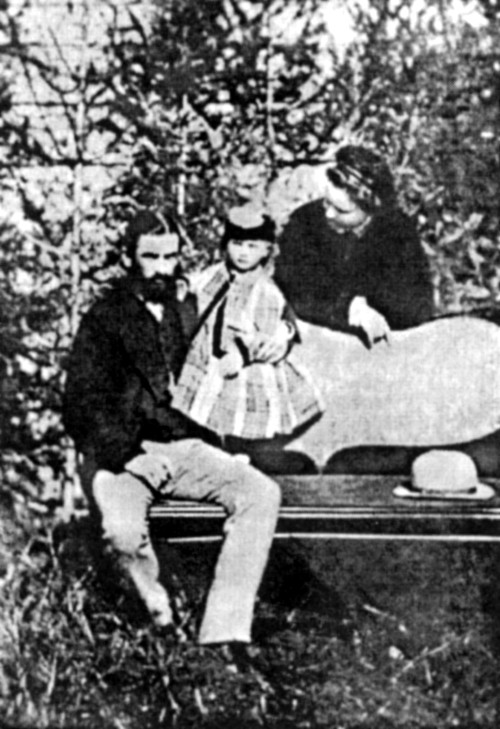
Carol I, Elisabet och Maria

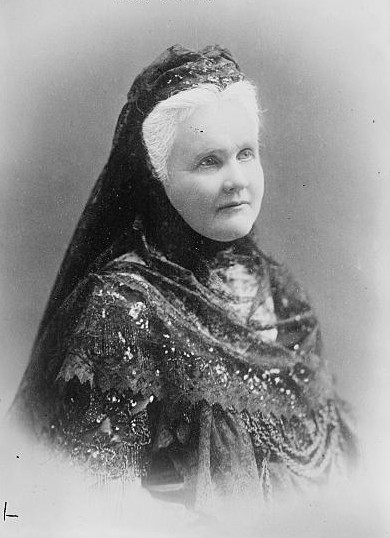
Elisabeth av Wied

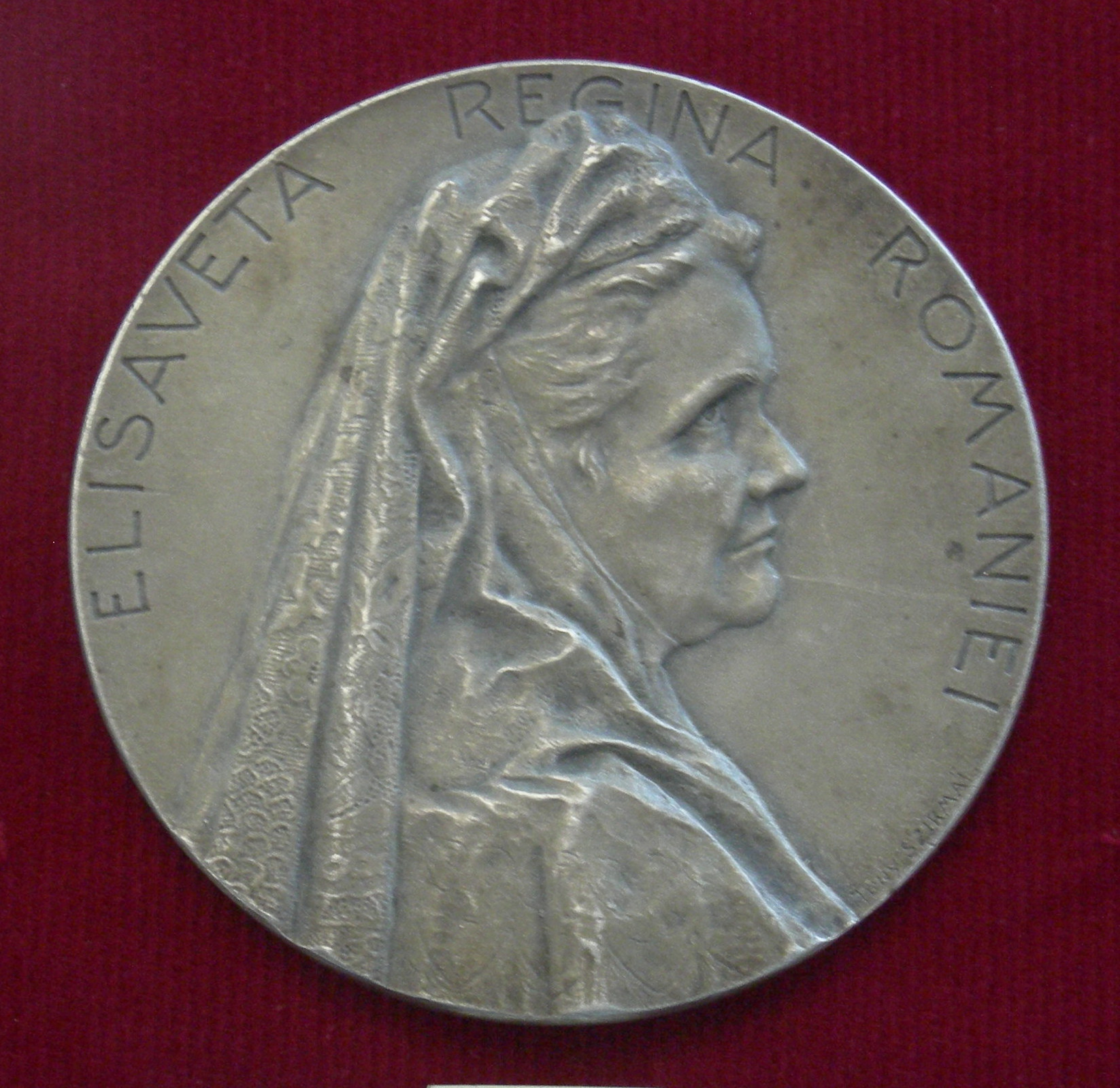
Elisabetordens medalj

Elisabet Wied, född 29 december 1843 på Neuwieds slott, död 2 mars 1916 i Rumänien, var en rumänsk furstinna, drottning och författare (under pseudonymen Carmen Sylva), gift med kung Carol I av Rumänien.

## Bakgrund
Elisabet var dotter till 4:e fursten av Wied, Hermann av Wied. Hennes mor Marie av Nassau var syster till Sveriges drottning Sofia, och Elisabet var därmed kusin till Gustaf V. Hennes uppväxt kom att präglas av familjens sjuklighet; den från ungdomen lungsjuke fadern avled 50-årig 1864, den yngste brodern Otto föddes missbildad, och även modern var tidvis svag.
Elisabet beskrivs som ett livligt och fantasifullt barn, något som föräldrarna sökte dämpa med en ovanligt sträng uppfostran. Hon fick en gedigen utbildning i målning, musik, filosofi samt klassiska och moderna språk (hon kom sedermera att författa på tyska, franska, engelska och rumänska). Från tolv års ålder skrev hon tillfällighetsverser och korta berättelser, och vid sjutton påbörjade hon en mångårig, versformig dagbok. Hon visade också tidigt ett intresse för det ockulta.
Åren 1850–1852 tillbringades i Bonn där brodern behandlades för sin hälsa, och Elisabet mötte där en rad framstående diktare och konstnärer och blev också bekant med tre bröder Sturdza från det under Osmanska riket lydande furstendömet Moldova (i nuvarande Rumänien.
När familjen hösten 1860 var särskilt sjukdomsdrabbad sändes Elisabet för att besöka sin gudmor Augusta av Sachsen-Weimar i Berlin. Hon mötte under denna vistelse år 1861 sin framtida make, dåvarande prins Karl av Hohenzollern.

## Furstinna av Rumänien
Elisabet övervägdes av Viktoria I av Storbritannien en kort tid som brud åt Edvard VII av Storbritannien, men valdes 1863 bort av denne till förmån för Alexandra av Danmark, vars utseende var mer i Edvards smak.
När hennes äldste bror en gång frågade henne om inte tanken på att få inta en tron tilltalade henne, svarade hon halvt skämtsamt: "Det enda land jag skulle vilja regera över vore Rumänien, ty där skulle jag få någonting att göra."
Rumänien var vid denna tid ett furstendöme, nyss förenat genom en union mellan Moldova och Valakiet, och alltjämt lydande under osmansk överhöghet. När landet efter ett uppror 1866 skulle välja en ny monark, föll valet på Karl av Hohenzollern, vilken antog namnet Carol I. 
Då Karl år 1869 skulle gifta sig, blev Elisabet rekommenderad för honom av hans nära vän och släkting, Preussens kronprinsessa Viktoria av Storbritannien. Kort därefter arrangerades vid en musikfest i Köln ett möte mellan kontrahenterna. Fyra dagar senare eklaterades förlovningen och efter drygt en månad stod bröllopet i Neuwied.
Brudparet anlände på nyåret 1870 med Donauångare till gränsstaden Turnu Severin, där Elisabet hälsades med kanonsaluter, leverop och blomsterregn. Trots det välvilliga mottagandet drabbades hon under sina första år av hemlängtan och svårighet att förstå en delvis annorlunda kultur. Det rådde också spända förhållanden både inom landet och till grannländerna.
I september 1870 födde Elisabet en dotter, Maria, vars födsel hälsades med glädje. Under sin dotters uppväxt lärde sig Elisabet det rumänska språket och visade intresse för landets folkvisor, legender och klädedräkt.
Under en epidemi av scharlakansfeber 1874 insjuknade och avled dottern Maria. Carol föreslog då att hon för att hedra dottern och skingra sina egna tankar och sin sorg skulle studera rumänsk litteratur och översätta valda delar till tyska. Elisabet påbörjade en översättning av den kände skalden Vasile Alecsandris dikter. Hon översatte även i motsatt riktning "de stora tyska mästarna", som för första gången fick en rumänsk tolkning. Sina egna diktförsök hade hon alltifrån sin ungdom gömt undan, men sedan Alecsandri vid ett tillfälle hade läst några och uppmuntrat henne, beslöt hon att låta publicera en del.
Hon valde så småningom sin pseudonym Carmen Sylva, av latinets carmen sylvae (skogens sång), då hon menade att hon försökte vara som "fågeln på grenen, som sjunger till människornas glädje".
Under befrielsekriget mot Osmanska riket 1877–1878 anförde Carol armén, medan Elisabet organiserade vården av de sårade. Av soldaterna erhöll hon hedersnamnet Mama ranitilor ("De sårades moder"). Sedan rumäner och ryssar segrat, blev Rumänien självständigt och utropades 1881 officiellt till ett kungarike. Elisabet stiftade Elisabetorden som utmärkelse för bedrifter inom sjukvården.

## Drottning av Rumänien
Elisabet beskrivs som en skicklig musiker, pianist och organist. År 1880 besöktes paret av den svenska kompositören Ivar Hallström, som tonsatte flera dikter och bad henne att skriva ett libretto till en opera. Resultatet blev operan Neaga, som uruppfördes i Stockholm 1883. En 1888 på franska utgiven samling aforismer, Pensées d'une Reine, (En drottnings tankar), belönades till Elisabets glädje med Franska Akademiens hederspris.
Elisabet satte med sitt välgörenhetsarbete och finansiering av konstnärer, stipendier, utbildning och stiftelser mönster för Rumäniens överklasskvinnor, något som hade stor betydelse i ett land utan socialt skyddsnät; hon grundade 1893 en organisation för allmän sjukvård och 1909 landets först institution för blinda och understödde också kvinnans frigörelse och tillgång till utbildning, något som var betydelsefullt i ett land som vid denna tid var vagt påverkat av övriga Europa. Hon understödde även turismen och uppträdde ofta i folkdräkt med sina hovdamer i offentliga sammanhang. Elisabet var i själva verket både socialdemokrat och republikan, åsikter hon dock inte framförde öppet, och sade till sina vänner att hon inte kunde förstå hur allmänheten kunde tåla en monarki.
Då paret inte fick några fler barn, adopterades 1889 kungens brorson Ferdinand av Sigmaringen som tronföljare. Ferdinand inledde ett förhållande med en av Elisabets mest omtyckta hovdamer, Elena Văcărescu, och hans planer på giftermål med Văcărescu stöddes av Elisabet trots att detta var olagligt, vilket fick till följd att både Văcărescu och Elisabeth tvingades att resa utomlands och Ferdinand tvingades välja en kunglig brud. Den så kallade Văcărescu-affären bidrog till den allmänna bilden av henne som en orealistisk drömmare och skadade hennes sinnesjämvikt, och hon tillbringade åren 1891–1894 med att "rekreera sig" i Venedig. Vid hemkomsten hälsades hon varmt, och blev nu känd som Mama Regina ("Vår moder drottningen").
Från 1908 oroades hon av kungens hälsa och de förvecklingar som kulminerade i Balkankrigen och första världskriget. Samtidigt utvecklade hon själv grå starr, som gjorde det allt svårare att skriva. När Carol plötsligt avled i oktober 1914, drog hon sig tillbaka till ett avsides kloster, men efter en ögonoperation fortsatte hon ändå i det sista sitt författande. Hon avled i lunginflammation.

## Den litterära produktionen
Carmen Sylvas produktion omfattar närmare hundratalet volymer samt en mängd outgivna manuskript. En kritik var att hon stundtals kunde prioritera kvantitet framför kvalitet och använda alltför mycket fantasi. Hennes skrifter beskrivs som "betagande omedelbara" men konstnärligt ojämna. Hon bedöms som bäst i diktform, till exempel i samlingen Meine Ruh (1884).
Även hennes sagosamlingar (delvis bearbetningar av rumänska folksagor), såsom Märchen einer Königin (Från Carmen Sylvas kungarike), gör hennes berättartalang rättvisa, medan noveller och romaner är mer ojämna.